# Nowy Targ
Nowy Targ (poljsko Novi trg) je mesto na Poljskem (Malopoljsko vojvodstvo). Leži ob reki Dunajec, 49,28° severno in 20,01° vzhodno. 
Trenutno ima mesto 33.460 prebivalcev (ocena 2006). Mestna površina obsega 51,07 km2. 
Župan je Grzegorz Watycha.

## Izobraževanje
- Podhalańska Państwowa Wyższa Szkoła Zawodowa

## Šport

### Hokej na ledu
- Podhale Nowy Targ

## Pobratena mesta
- Kežmarok - Slovaška
- Radevormwald - Nemčija
- Évry - Francija
- Roverbella - Italija